# Joseph Coole
Pour les articles homonymes, voir Coole.
Joseph (Jef ou Seppe) Gustave Coole, né le 27 mai 1878 à Overleie et décédé le 11 juillet 1940 à Mazamet (France) fut un homme politique belge socialiste.
Coole travailla à l'usine textile De Kien à Courtrai dès l'âge de 12 ans. Il devint secrétaire de la Fédération courtraisienne des syndicats (1906) et ensuite de la Fédération des syndicats de Flandre occidentale du sud et du centre (1922-40). Il fut emprisonné pour 6 mois en 1909 pour un article publié dans Vooruit où il décrit les conditions de travail exécrable chez De Kien. Cet épisode en fit un martyr du parti ouvrier belge.
Il fut élu conseiller communal de Courtrai (1921-40) et sénateur de 1929 à sa mort.

## Généalogie
- Fils d' Adolphe, ouvrier (1843-) et de Virginie Tuytens (1842-1888).
- Il épousa en 1899 Marie Louise Ledure.